# Cristina de Vargas
Cristina de Vargas Hilla (Madrid) es una deportista española que compitió en esgrima, especialista en la modalidad de espada.
Ganó una medalla de oro en el Campeonato Mundial de Esgrima de 1994, en la prueba por equipos (junto con Taymi Chappé, Rosa María Castillejo y Carmen Ruiz Hervías).

## Palmarés internacional
| Campeonato Mundial | Campeonato Mundial | Campeonato Mundial | Campeonato Mundial |
| Año                | Lugar              | Medalla            | Prueba             |
| ------------------ | ------------------ | ------------------ | ------------------ |
| 1994               | Atenas (Grecia)    | Medalla de oro     | Espada por equipos |